# Parmenonta chapadensis
Parmenonta chapadensis är en skalbaggsart som beskrevs av Martins och Maria Helena M. Galileo 1999. Parmenonta chapadensis ingår i släktet Parmenonta och familjen långhorningar. Inga underarter finns listade i Catalogue of Life.